# Isabelo Caiban Abarquez
Mons. Isabelo Caiban Abarquez (8. července 1959, Panlaan) je filipínský katolický duchovní a biskup.

## Život
Narodil se 8. července 1959 v Panlaanu. Základní vzdělání získal na škole v Panlaanu. Poté pokračoval dále na Bitoonskou národní střední školu. Po ukončení středního vzdělání vstoupil do Semináře minor papeže Jana XXIII. v Cebu City. Filosofii studoval v Semináři Svatého Karla a teologii ve Vyšším semináři svatého Karla v Cebu City. Na kněze byl vysvěcen dne 23. června 1987 kardinálem Ricardem Jaminem Vidalem.
Působil v různých funkcích pro arcidiecézi Cebu např.: formátor, profesor, prokurátor a duchovní ředitel Semináře Jana XXIII., formátor, profesor, pastorální ředitel, duchovní ředitel a rektor Semináře Svatého Karla, duchovní ředitel Kontemplativního společenství padre Pia v Cebu atd. Od roku 2002 je členem Arcidiecézní rady poradců.
Dne 27. prosince 2002 byl jmenován pomocným biskupem arcidiecéze Cebu a titulárním biskupem talaptulským. Biskupské svěcení přijal 18. února 2003 z rukou Ricarda Jamina Vidala a spolusvětiteli byli John Forrosuelo Du a Leopoldo Sumaylo Tumulak. Poté 19. června 2004 byl jmenován pomocným biskupem arcidiecéze Palo. Úřad pomocného biskupa vykonával do 5. ledna 2007 kdy byl ustanoven biskupem diecéze Calbayog. Do úřadu byl uveden 8. března stejného roku.